# Харер (емірат)
Харер (1577—1672) — африканська держава, що утворилася внаслідок повстання народу харарі проти імамату Ауса. Піднесення відбулося в першій половині XVIII ст. Харерський емірат поширював вплив на Огаден та Шоа. У XIX ст. відбувається занепад. У 1875 році підкорено Єгиптом, після чого точилася боротьба між британцями та арабами. Зрештою 1887 року приєднано до Ефіопської імперії.

## Історія
1647 року один з шейхів харарі Алі ібн Дауд повстав проти Умар діна, імама Ауси, зумівши захопити владу у місті Харе, який було перейменовано на Ґе. Прийняв титул еміра. Він та його син вели запеклі війни з племенами оромо, що здійснювали постійні напади на територію емірату.
Водночас для зміцнення свого становища еміри визнали зверхність Османської імперії, що забезпечило мирне співіснування з іншими сомалійськими державами.
З 1720-х років відбувається піднесення емірату, що стає однією з провідних сил в регіоні. На деякий час вдається встановити зверхність над дрібними сомалійськими державами до султанату Варсангалі та ефіопським царством Шоа. До кінця сторіччя дипломатичними та військовими зусилля вдалося підпорядкувати племена оромо біля Огаленду.
Втім боротьба після смерті еміра Ахмада II ібн Мухаммада призвела до ослаблення держави та відновлення самостійності оромо, що знову почали напади на землі Хареру. До 1840 року їх знову вдалося підкорити.
1856 року владу захопив Мухаммад ібн Абд аш-Шакір, що швидко налаштував проти себе населення. Водночас внаслідок декількох епідемій та голодних років відбувається ослаблення господарства, погіршується торгівля. Хаджі (правителі) міста Сайла і бербера стають більш незалежними. Цією ситуацією вирішив скористатися єгипетський хедив Ізмаїл Паша, який 1870 року відправив війська, які без бою зайняли узбережжя емірату. 1875 року захоплено увесь Харер.
1882 року після встановлення Великою Британією влади в Єгипті британські війська зайняли Сайлу, берберу і Харер. Втім невдовзі важке протистояння з Махдійською державою в Судані змусило британський уряд шукати союзників. 1884 року було укладено Угоду Гевета (Адуаську угоду), відповідно до якої Ефіопія отримувала землі харерського емірату, окрім прибережних територій. Натомість ефіопські війська повинні були вдертися до Судану.
Втім деякий час Харер під орудою еміра Абдаллаха ібн Мухаммада зміг відновити незалежність, оскільки в самій Ефіопії негус Менелік II боровся за об'єднання країни. 1887 року ефіопську війська рушили на Харер. У битві біля Челенко харерське військо зазнало поразки. Невдовзі місто Харер з областю було приєднано до Ефіопії.

## Територія
У XVII—1-й пол. XIX років емірат охоплював територію між річками Аваш і Уебі-Шабелле, межував з сомалійськими племенами Огадену, охоплюючи сучасний Сомаліленд на півдні, кордони на півночі доходили до східної Ефіопії, включаючи провінцію Арсі.

## Устрій
На чолі стояв емір, який мав вищу військову, політичну та судову владу. Втім існувала рада шейхів, що обмежувала владу еміра. Також впливовими були військовики, оскільки держава часто вела війни з сусідами. У великим містах керували хаджі, що часто передавали посаду у спадок.

## Економіка
Основу становили скотарство, рибальство та торгівля. Було розвинено ремісництво та землеробство. З 1820-х років збільшуються обсяги вирощування зернових.
Порти емірату — Сайла і Бербера — стали важливішими посередницькими центрами на Африканському Розі Емірат контролював торгівельні шляхи до Шоа і в Огадені. Через Берберу здійснювалася торгівля худобою, кавою, ладаном, смирною, камеддю акації, шафраном, пір'ям страусів, віском, топленим маслом, шкірами, золотом і слоновою кісткою. У XIX ст. розвивається внутрішня торгівля з Суданом та Ефіопією.